# 大角咀肢解父母案
大角咀肢解父母案（或稱大角咀碎屍案、大角咀夫婦被殺及肢解案、周凱亮碎屍案、逆子弒親案等）發生於2013年3月1日。29歲香港男子周凱亮在大角咀海興大廈（現址已經在2016年左右清拆並重建為利奧坊·曦岸）一單位內，謀殺父親周榮基（65歲）及母親蕭月兒（62歲）後，與35歲同黨謝臻麒一同非法處理屍體，案件轟動全香港。香港傳媒連日大篇幅報導。2015年3月，涉案主謀周凱亮被判終身監禁，而次被告謝臻麒被裁定謀殺罪不成立，阻止合法埋葬屍體罪判囚一年，因已被還押兩年，已覆蓋其刑期，當庭釋放。由於涉案男子周凱亮起初假裝尋父母，開設Facebook專頁「尋親」，更自稱「要做嘅都做晒」。法官司徒冕直斥周凱亮極危險、擅長做戲。

## 背景
案中主謀周凱亮出生於1983年6月7日，案發時29歲。據周凱亮的友人透露，周凱亮自小已「活在自己世界」。據與周凱亮相識多年的陳昇堯供稱，周凱亮在小學時因父母逼令學琴對父母心生怨恨，中學階段起亦因情緒問題跟不上學業成績，和同學難相處，在香港中學會考失利。後來父母安排周凱亮往澳洲留學，期間多次遭受歧視及欺凌，以及被黑人「見一次打一次」的經歷。周凱亮在2003年回港後亦不會向友人表達心事，性格較孤僻。周凱亮回港後曾任職數份工作，但做不長，有數年時間沒工作，據知周凱亮曾受父母付錢在港大修讀學位課程。2011年曾獲友人許國雄介紹在一間公司工作，但做了個半月因表現欠佳被解僱。案發前最後一份工作在報社任職地產版記者，但因遭上司責罵而於2012年年初辭職。此外，周凱亮自稱在中國內地曾有過六、七段男女關係，更令其中一名女子懷孕，但該女子產後，他未曾見過母女兩人。
另一方面，案中次被告謝臻麒的朋友謝永康憶述，謝臻麒的性格溫和純品，曾與謝永康親妹拍拖，後來謝臻麒到紐西蘭結識一名女子，但遭到對方騙光金錢。其後於2010年回港後曾嘗試在家中以燒炭、服老鼠藥及吞水銀方式自殺三次，因其姊及時回家而獲救，不過他因腦部永久受損，轉數變慢，記憶力較差。後來謝臻麒的心態已是生活「過得一日得一日」（能過一天就一天）。
按周凱亮自述，作案地點原先揀選深圳，但同夥謝臻麒提出大角咀位置偏僻且人煙稠密，即使父母失蹤亦難以發現，故此選擇在大角咀角祥街的海興大廈下手。

## 調查
2013年3月初，Facebook上出現一個名為「失蹤的爸爸媽媽」專頁，由一對姓周兄弟開設，希望透過社交網絡尋找失蹤雙親。他們報稱他們的父母於2013年3月2日，聲稱返內地遊玩兩天後便失去蹤影，專頁提供的資料指失蹤父親周榮基當時身穿深藍色背心長袖恤衫及牛仔褲，而母親蕭月兒則身穿淺色冷衫及牛仔褲，兩人均背着斜孭袋。兩兄弟於3月7日到西區警署報案。至2013年3月15日中午時分警方在大角咀角祥街發現兩具碎屍，初步相信是失蹤夫婦，警方同時拘捕兩名男子，包括失蹤夫婦的幼子周凱亮及其朋友謝臻麒。警方全日於現場搜集證物及處理屍體，並在晚上於冷凍庫內尋獲二人的頭顱。據報道疑兇周凱亮向警方承認殺死父母之前，曾在線上遊戲「鐵拳」的群組及WhatsApp上向友人率先「自首」。

## 審訊
高等法院於2014年8月4日展開第一次聆訊，周凱亮和謝臻麒為該案被告。7人陪審團在組成3日後，一陪審員以該案造成心理負擔為由申請退席而減至6人。不久，另一陪審員以該案造成心理負擔為由申請退席而進一步減至5人。2014年8月13日，高等法院暫委法官司徒冕宣布重新遴選陪審團。
經重選陪審團後，在2015年2月23日重新開始審訊。首被告的大律師黎德誠（Nicholas E.W. Adams）傳召精神科醫生鍾嘉輝作證。鍾醫生認為周凱亮患有躁鬱症和強迫症。鍾醫生說，周凱亮中途輟學、被女性排擠及失業都成為發病因素。
小欖精神病治療中心的諮詢師雷盛祥為周凱亮和謝臻麒進行了智商測試。測出周凱亮的智商為126，高於平均水準；謝臻麒的智商則為84。這代表周凱亮具有比謝臻麒更高的智商，可操縱和誣陷他人包括謝臻麒謀殺。

## 判決
2015年3月20日，陪審團商議不到7小時，即以8:1裁定31歲的首被告周凱亮兩項謀殺罪罪名成立，但一致裁定37歲的次被告謝臻麒兩項謀殺罪罪名不成立，就次被告承認的阻止合法埋葬屍體罪，判監一年，但他已還押近兩年，已經覆蓋其刑期，故當庭釋放。2015年3月23日，法官司徒冕依例判首被告周凱亮終身監禁，至於他承認的兩項阻止合法埋葬屍體罪，則被重囚9年4個月，與謀殺罪刑期同期執行。

## 警方調查手法
除了兩名被告，法官也在庭上批評警方錄口供的方式對謝臻麒不公。法官指出，謝臻麒的智商只有84，低於平均值。而謝臻麒由被拘捕起，都一直堅稱沒有殺人。直至警方將其羈押41小時、錄取了9小時錄影會面，當中更連續地協助警方調查了17小時後，警方在深夜約2時30分再一次向謝錄取口供中才改口承認殺人，是十分不公平的，這導致謝臻麒被落案起訴謀殺罪。法官認為，警方的做法不能接受，對此表示震驚，要求控方向律政司反映。

## 媒體報道手法
案件轟動全香港，香港傳媒當時廣泛報道，其中《蘋果日報》及《爽報》在周凱亮被控謀殺提堂的兩日後刊登其專訪，律政司其後入稟高院控告兩報時任總編輯張劍虹及李彭基，以及兩名記者藐視法庭。張劍虹及李彭基早前向法庭承認責任，高院於2015年9月16日，判他們分別罰款9萬及6萬港元，蘋果日報及爽報則分別罰款25萬及15萬港元，他們均要向律政司支付懲罰性訟費。至於兩名記者早前申請撤銷針對他們的藐視法庭程序，代表兩人的資深大律師麥高義提出撤回申請，認為可給控辨雙方重新評估案件，並支付訟費給律政司，最終獲法官接納。

## 影視改編

### 電視劇
無綫電視劇集《是咁的，法官閣下》第21-25集以此案作為藍本改編，而周凱亮及謝臻麒的角色設定分別由陳志健及女演員小寶飾演任子超及朱迪迪，不過結局改為以主腦自殺為終結。
Fox劇集《心冤》第3-4集以此案作為藍本改編。

### 電影
電影《正義迴廊》以此案作為藍本改編，由舞台劇演員楊偉倫及麥沛東分別飾演張顯宗（周凱亮）及唐文奇（謝臻麒）。

### 香港碎屍案
- 林過雲連環肢解案（1982年）
- 八仙飯店滅門案（1985年）
- 康怡花園烹夫案（1988年）
- Hello Kitty藏屍案（1999年）
- 王嘉梅命案（2008年）
- 旺角劏房碎屍案（2017年）
- 蔡天鳳碎屍案（2023年）

### 香港以外地區弒親案
- 林清岳弒親案（1998年）
- 布賴恩·布萊克韋爾弒親案（2004年）